# BAP Almirante Guise (DD-72)
El BAP Almirante Guise DD-72, fue un destructor de la clase Fletcher que sirvió en la Armada Peruana desde 1961 hasta 1981, originalmente fue construido en 1942 para la Armada de los Estados Unidos previsto para luchar en la Segunda Guerra Mundial, en dicha armada fue nombrado como USS Isherwood (DD-520) en honor al contraalmirante estadounidense Benjamín F. Isherwood y sirvió de 1943 a 1946 y de 1951 a 1961, año en el que fue dado de baja definitivamente por dicha armada, ese mismo año después de su baja fue dado al Perú en calidad de préstamo y posteriormente fue vendido a dicho país. Se le bautizó como Almirante Guise en honor al vicealmirante peruano Martín Guise, que falleció en el combate naval de Cruces durante la guerra peruano-grancolombiana.

## Historia

### Servicio en la Armada Estadounidense

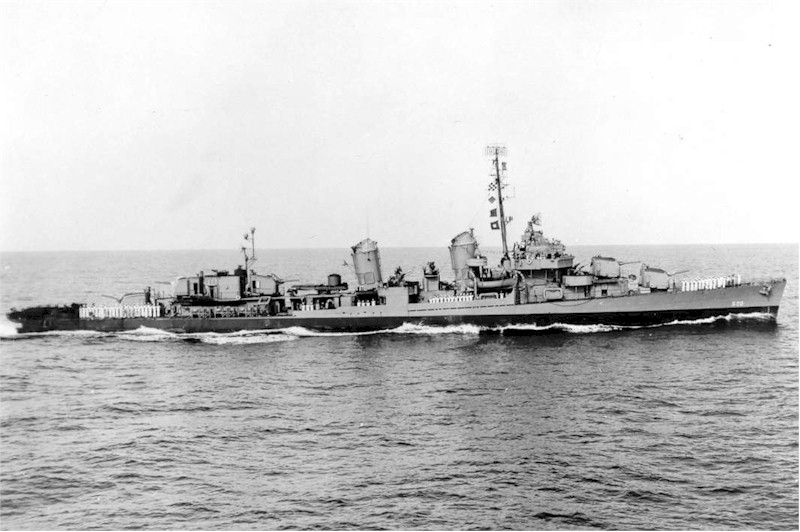
Como "USS Isherwood DD-520", navegando a fines de 1945.

Su construcción se inició el 12 de mayo de 1942 y fue lanzado el 24 de noviembre de ese mismo año como un destructor de la clase Fletcher por la Corporación de construcción naval de Belén, de Staten Island en el estado de Nueva York, fue asignado el 12 de abril de 1943 en Nueva York Navy Yard y fue bautizado como USS Isherwood (DD-520), siendo el segundo buque estadounidense en llamarse así.
Inmediatamente después de su asignamiento, comenzó su participación en la Segunda Guerra Mundial, en dicha guerra fue enviado a participar en la Guerra del Pacífico en donde estuvo presente en la Invasión de Filipinas y en la Invasión de Okinawa. Llegó a Ulithi para reparaciones el 9 de mayo de 1945 pero terminó su revisión justo cuando acabó el conflicto, luego de esto navegó el 3 de octubre hacia Nueva York. Fue dado de baja el 1 de febrero de 1946 y fue colocada en la Flota de Reserva del Pacífico.
Volvió a ponerse en servicio en Charleston el 5 de abril de 1951 a causa de la Guerra de Corea, durante los siguientes años realizó numerosos viajes a distintos lugares del mundo. 
Fue dado de baja definitivamente por la armada estadounidense el 11 de septiembre de 1961 y casi un mes después el 8 de octubre de aquel año fue trasladado a Perú en calidad de préstamo bajo el Programa de Asistencia Militar (MAP), un programa de ayuda militar por parte de Estados Unidos para países de  América Latina.

### Servicio en la Armada Peruana

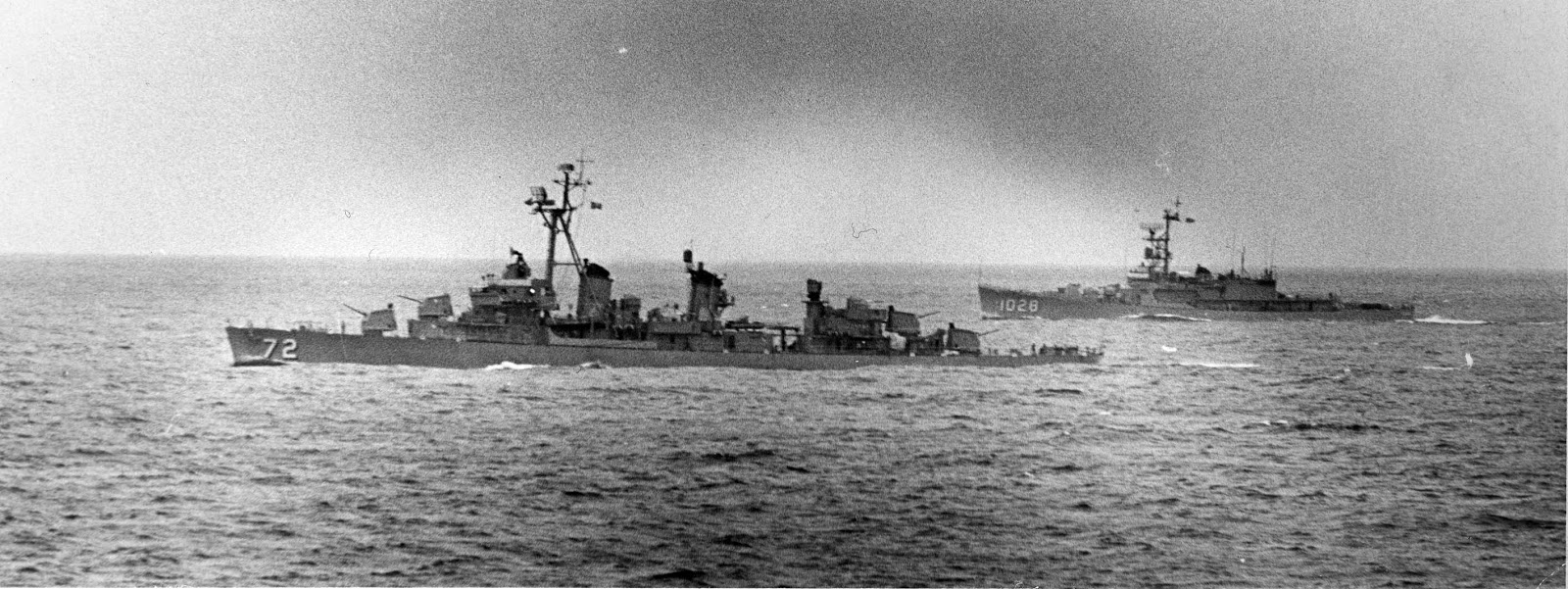
El BAP Almirante Guise DD-72 durante los ejercicios de UNITAS VI en 1965, más atrás a la derecha el buque estadounidense USS Van Voorhis (DE-1028).

Ya en servicio peruano y renombrado como BAP Almirante Guise DD-72, el buque participó en varios ejercicios, incluido las maniobras multinacionales de UNITAS. 
En 1971 el barco participó en ejercicios antisubmarinos en aguas territoriales nacionales, entre el Ilo y Matarani, junto con los destructores BAP Villar DD-71, BAP Rodrigez DE-63 y tres submarinos de la escuadra cuando se registró la presencia de un cuarto submarino de nacionalidad desconocida en el área, luego de solicitar permiso al comando naval de Lima, se procedió según los convenios internacionales a pedirles que emerjan, sin embargo el submarino hizo caso omiso, se lanzó una bomba de profundidad a modo de advertencia para que el submarino emergiera, pero el submarino nuevamente declinó la invitación, por lo que al no haber más opción primero el BAP  Villar DD-71 y luego el BAP Aguirre (DE-62) atacaron al submarino con bombas de profundidad y aunque no lograron destruirlo, el submarino comenzó su retirada gravemente dañado y con bajas en su tripulación, a este hecho se le conoce como el Incidente del Ilo o Combate naval del Ilo (según otros).
El BAP Almirante Guise DD-72 fue comprado definitivamente por el gobierno peruano a Estados Unidos junto con el BAP Villar DD-71, el 15 de enero de 1974 y al año siguiente se sometió a trabajos de modernización que incluyeron la instalación de una plataforma para el montaje de un helicóptero antisubmarino Agusta-Bell AB 212 ASW.
Fue dado de baja en 1981 y antes de ser desguazado fue usado como blanco para ejercicios con los misiles Exocet MM38 del BAP Ferré (DM-74).

## Premios
Como Isherwood recibió 5 estrellas de batalla por su servicio en la Segunda Guerra Mundial.